# Dries Vanthoor
Dries Vanthoor, född 20 april 1998 i Heusden-Zolder, är en belgisk racerförare. Han är bror till racerföraren Laurens Vanthoor.

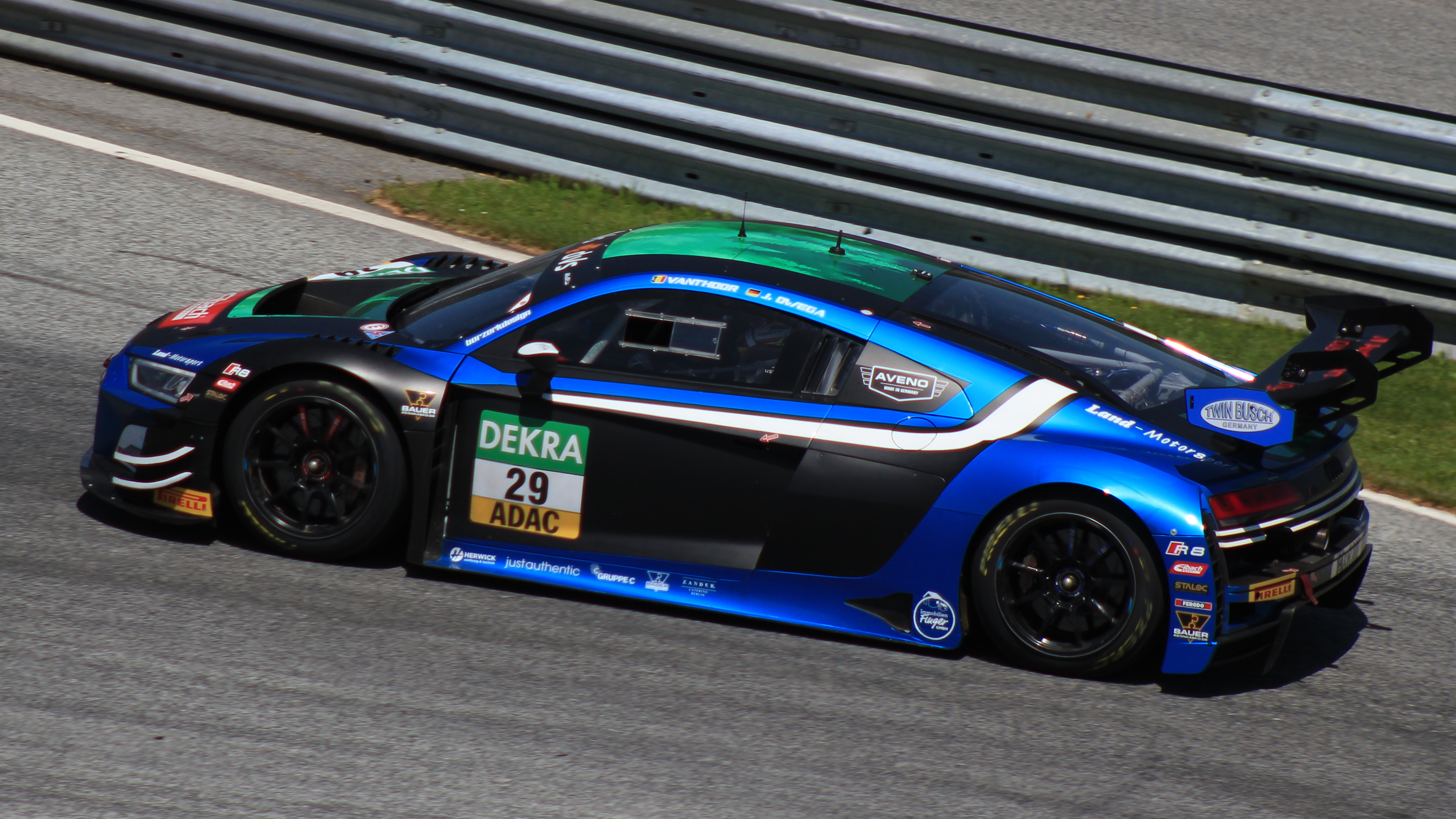
Vanthoor i sin Audi R8 vid ADAC GT Masters på Red Bull Ring 2022.